# Adolf Ludwig von und zu Gilsa

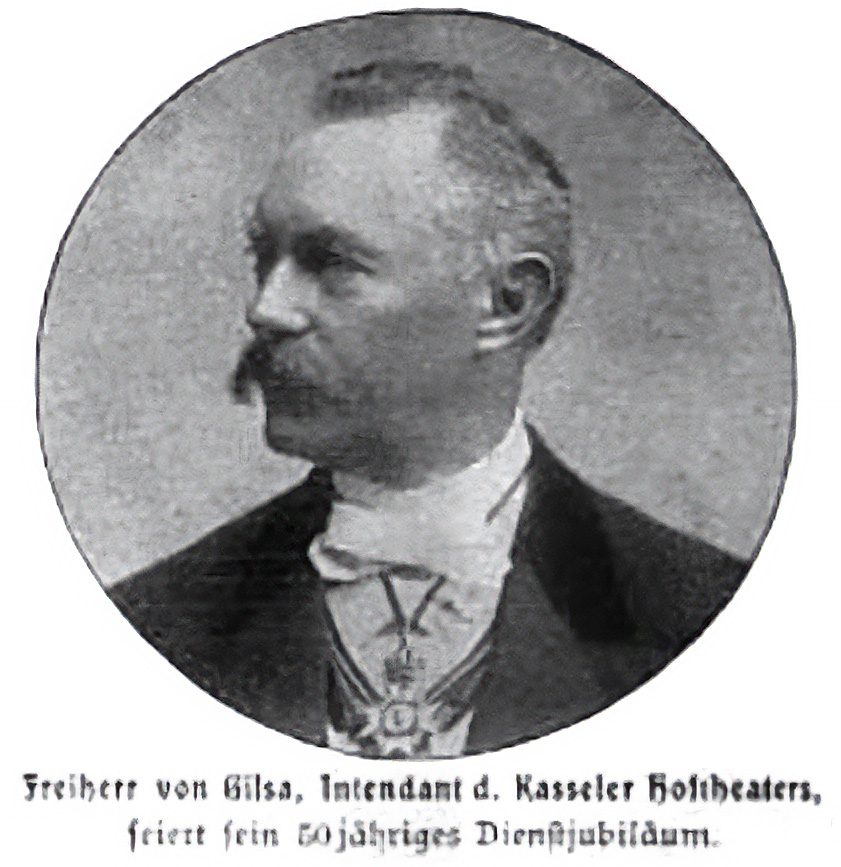
Freiherr von Gilsa

Freiherr Adolf Ludwig Karl Ernst von und zu Gilsa (* 13. August 1838 in Idstein; † 19. Juni 1910 auf Gut Mönchhof bei Alberode) war ein deutscher Offizier, preußischer Kammerherr und von 1875 bis 1906 Intendant des Königlichen Hoftheaters in Kassel.

## Leben

### Familie
Adolf Ludwig von und zu Gilsa entstammte dem hessischen Adelsgeschlecht derer von Gilsa, das seinen Stammsitz in Gilsa hat, einem heutigen Ortsteil der Gemeinde Neuental im nordhessischen Schwalm-Eder-Kreis. Er war das fünfte von sechs Kindern und der vierte und jüngste Sohn des herzoglich-nassauischen Kammerherrn und Oberjägermeisters Friedrich Ernst Ludwig Heinrich von und zu Gilsa (1799–1859) aus dessen am 14. Februar 1830 in Wiesbaden geschlossenen Ehe mit Auguste Therese geb. Freiin Marschall von Bieberstein (1805–1883), Tochter des Staatsministers Ernst Franz Ludwig Marschall von Bieberstein.
Am 5. Dezember 1866 heiratete er in Poplitz Elisabeth Klara von Krosigk (1846–1875), Tochter des Hofbeamten Vollrath von Krosigk (1819–1889) und der Auguste Louise Elisabeth („Betty“) geb. von Röder (1824–1856). Aus der Ehe ging die am 7. September 1868 in Wittenberg geborene Tochter Elisabeth (“Ilse”) hervor, die den Grafen Carl von Hardenberg heiratete. 15 Jahre nach dem Tod seiner ersten Frau heiratete er im Juni 1890 in zweiter Ehe Janet Cumming (* 16. April 1849 in Riga); dieser Ehe entstammte der am 14. Dezember 1891 in Kassel geborene Sohn Adolf Ludwig Karl.
Er und alle Nachkommen seines Vaters erhielten am 29. November 1875 mit Reskript des königlich-preußischen Heroldsamts die Anerkennung der Berechtigung zur Führung des westphälischen Freiherrentitels.

### Leben
Nach dem Besuch des Gymnasiums wurde er in den Jahren von 1854 bis 1857 an der Militärschule in Wiesbaden ausgebildet und dann herzoglich-nassauischer Artillerie-Offizier. Er wurde 1863 zum Oberleutnant befördert und nahm 1866 am Deutschen Krieg auf Seiten des Deutschen Bundes gegen Preußen teil. Nach dem verlorenen Krieg diente Gilsa als Hauptmann in der Garde-Feldartillerie der preußischen Armee. Als Chef der Batterie Kronprinz nahm er 1870/71 am Deutsch-Französischen Krieg teil und wurde dabei mit dem Eisernen Kreuz erster und zweiter Klasse ausgezeichnet.

Das Hoftheater Kassel (bis 1867 Altes Opernhaus)

1875 wurde Gilsa zur Disposition gestellt und übernahm als Intendant das Hoftheater Kassel (das ehemalige Kurfürstliche Opernhaus) an der Ecke Königsstraße/Opernplatz. Er leistete erfolgreichen Widerstand gegen die Umwandlung des Theaters in ein Stadttheater und war später der geistige Vater für den Bau des 1907–1909 errichteten Königlichen Hoftheaters am Friedrichsplatz. Am 31. Dezember 1906 schied der inzwischen zum Kammerherrn ernannte Gilsa aus dem Dienst als Intendant.
Am 13. August 1891 legte Gilsa, der von der Stadt Allendorf die Waldreviere Dünau und Rothestein erworben hatte, den Grundstein für den Bau von Schloss Rothestein auf dem Gelände einer abgegangenen mittelalterlichen Burganlage, wahrscheinlich der sog. „Osterburg“. Die Baupläne stammten von dem Kasseler Architekten Georg Kegel. Zuerst wurden am nordwestlichen Fuß der Hörne, am Hainbach, eine Gärtnerei und eine Villa mit Nebengebäuden errichtet, von der aus der Bauherr den Fortschritt der Bauarbeiten verfolgen konnte. Diese gingen allerdings nur langsam voran und bereits 1897 wurde der gesamte Besitz, auf Grund finanzieller Schwierigkeiten, mit dem noch im Bau befindlichen Schloss an den vom preußischen König Wilhelm I. nobilitierten Industriellen Carl Ludwig (Louis) von Knoop verkauft, der das Schloss im Jahre 1900 fertigstellen und dann 1911 anlässlich der Hochzeit seiner ältesten Tochter durch einen Anbau erweitern ließ. Stattdessen kaufte Gilsa 1898 das rund 8 km weiter südwestlich gelegene Gut Mönchhof, das er 1900/01 um zwei einander gegenüberliegende Wirtschaftsflügel erweitern ließ.
Gilsa starb am 19. Juni 1910 auf seinem Gut Mönchhof und wurde in der Familiengruft zu Gilsa beigesetzt.